# Muntanyes Piatra Craiului
Les muntanyes Piatra Craiului (alemany: Königstein, hongarès: Királykő-hegység) són una serralada dels Carpats del Sud de Romania. El seu nom es tradueix per Kings 'Rock o La roca del príncep. La serralada es troba als comtats de Brașov i Argeș; està inclòs al Parc Nacional Piatra Craiului, que té una superfície de 14.766 hectàrees.
Les muntanyes de Piatra Craiului formen una dorsal estreta i semblant a serra, que en fa uns 25 km llarg. La cota més alta del massís és la "Vârful La Om", a 2.238 metres. La cresta és considerada com un dels llocs més bells dels Carpats. El sender de dos dies de la cresta nord-sud és alhora desafiant i gratificant. Començant pel Plaiul Foii al nord-oest o Curmătura al nord-est, els caminants pugen fins a la carena abans de seguir un camí una mica precari al llarg de l'estreta columna vertebral. La baixada a l'extrem sud condueix a un paisatge càrstic de profundes gorges i vessants desbocats on l'aigua que penetra a la roca ha esculpit una sèrie de coves.

## Ubicació
El massís limita a l’oest amb la vall de Dâmbovița que el separa del massís Iezer – Păpușa; al nord-oest el riu Bârsa i Curmătura Foii el separa de les muntanyes Făgăraș i a l'est el pas Rucăr-Bran el delimita de les muntanyes Bucegi i Leaotă. La frontera sud és la confluència de les valls dels rius Dâmbovița i Dâmbovicioara, a la depressió de Podul Dâmboviței.

## Protecció de la natura

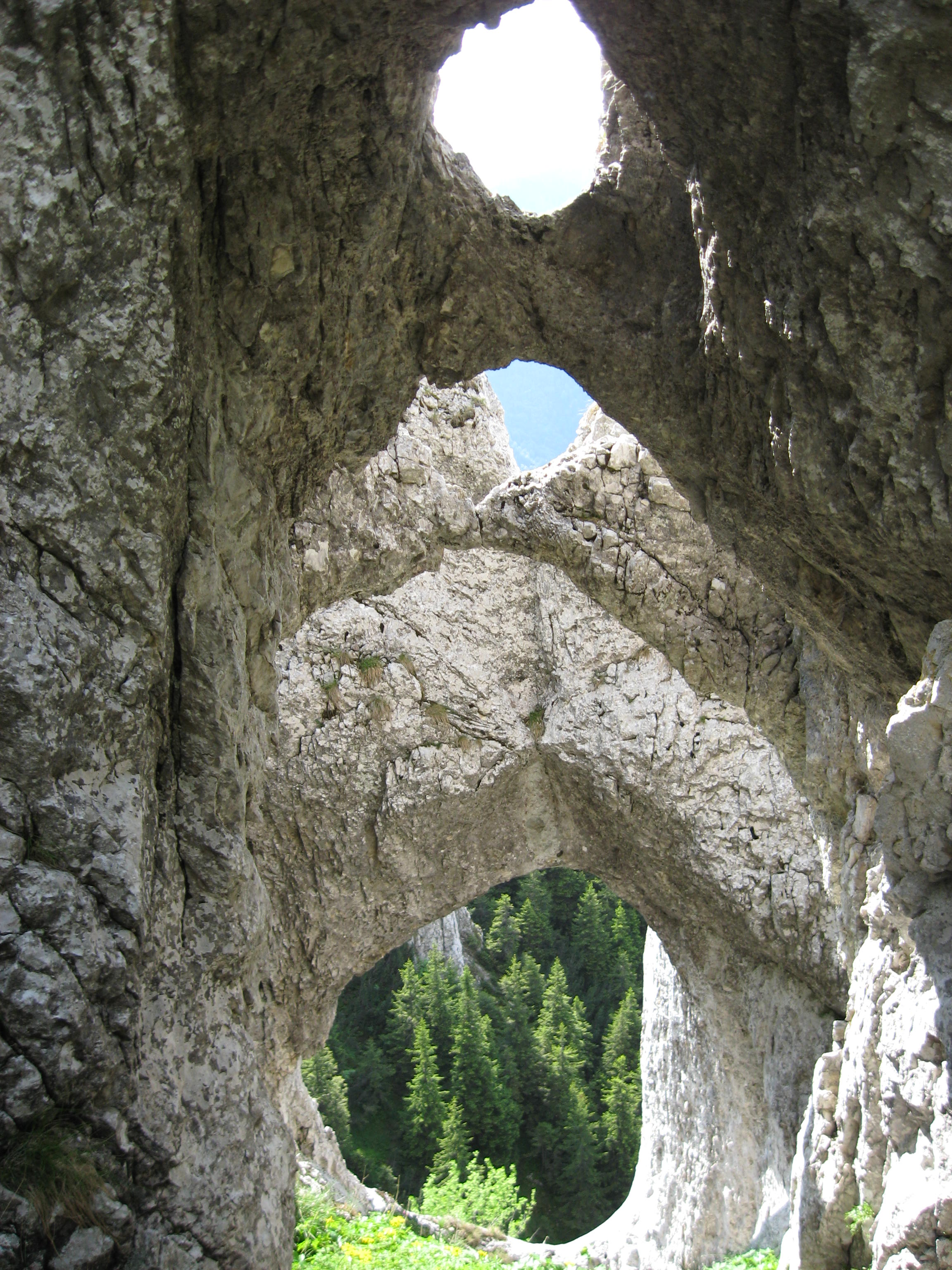
Formes càstiques de La Zaplaz

Tota la gamma està inclosa al parc nacional Parcul Național Piatra Craiului (Parc Nacional Piatra Craiului). La primera protecció d’aquesta zona va començar el 1938 quan el 44 km² van ser declarats com a "reserva natural". La Llei 5/2000 va ampliar aquesta zona a 148 km². El 2003 es van crear els límits externs i la zonificació interna. Des del 1999 existeix una administració del parc i des del 2005 s’ha establert un pla de gestió.
A la zona del parc nacional hi ha unes 300 espècies de fongs, 220 espècies de líquens, 100 molses diferents, 1100 espècies de plantes superiors (un terç del nombre de totes les espècies de plantes que es troben a Romania), 50 espècies endèmiques dels Carpats i també dues espècies endèmiques de Piatra Craiului.
També hi ha dues espècies endèmiques d’aranyes, 270 espècies de papallones, amfibis i rèptils, 110 espècies d’ocells (50 incloses al Conveni de Berna i 6 al Conveni de Bonn), 17 espècies de ratpenats, isards i altres grans herbívors i també molts grans carnívors (llops, ossos bruns i linxs) que viuen al parc nacional.

## Accés

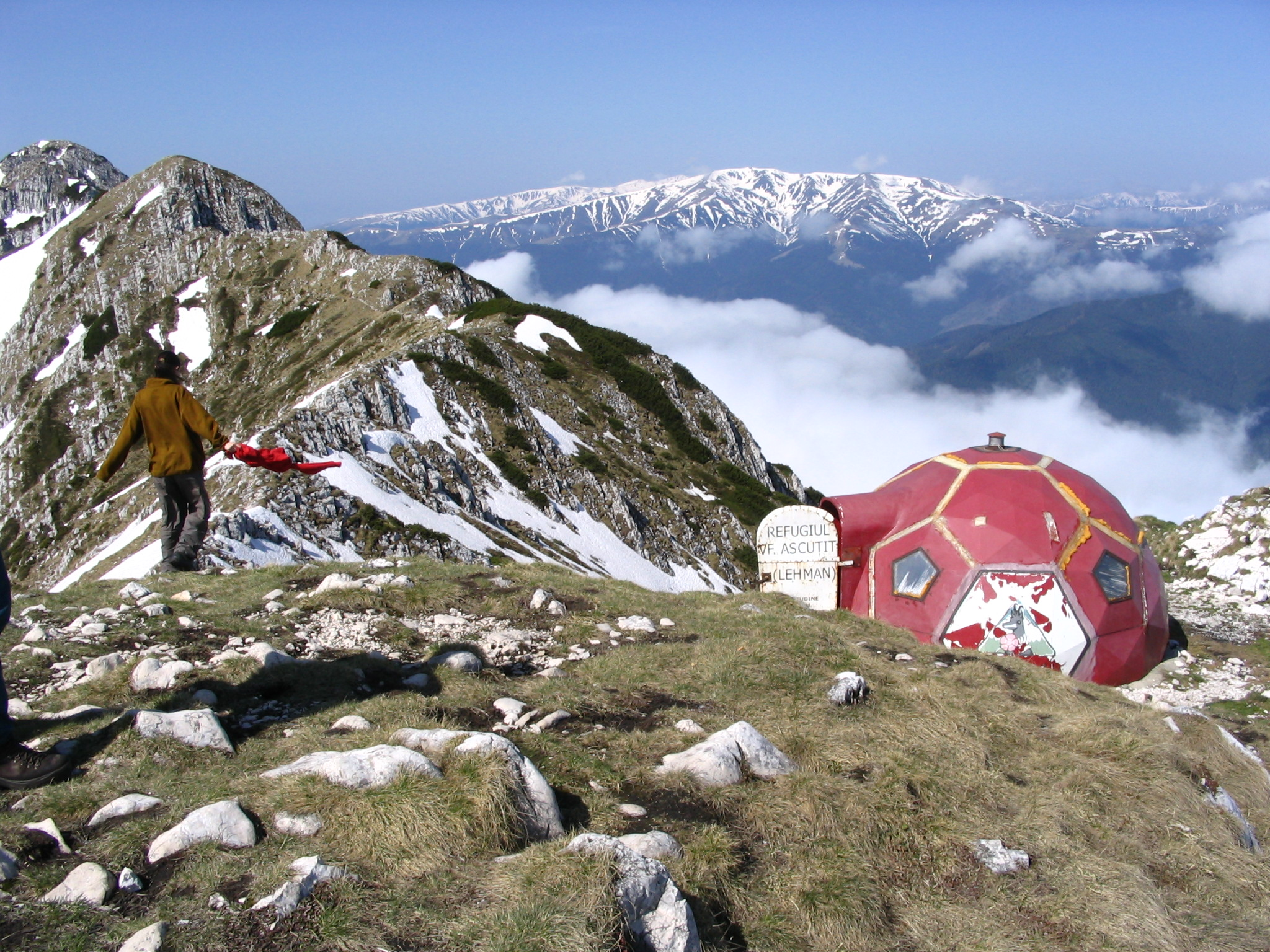
Campament de Carol Lehman

Zărnești és la ciutat més important per visitar el parc nacional. També és un punt de partida ideal per a arribar a la part nord del massís. La ciutat es troba a una distància de 28 km de la ciutat de Brașov, per carretera, autobús o ferrocarril. De Zărnești, hi ha un camí d'11 km que fa la connexió amb el xalet "Plaiul Foii", que és un bon punt de partida per pujar a la carena.
A més, des de Zărnești comença una carretera forestal des de la part sud-oest de la ciutat, que condueix a través de les gorges de Zărnești (Prăpăstiile) i més amunt fins a la carena. L’oficina administrativa del parc nacional es troba a Zărnești; s'ha construït un nou centre de visitants 1 km (0.6 mi) oest de la ciutat.
Els pobles tradicionals Măgura, Peștera, Ciocanu i Șirnea són interessants punts de partida per a les rutes pel vessant oriental i per posar-se en contacte amb la forma de vida tradicional romanesa. Măgura té vistes cap a les muntanyes de Bucegi i Piatra Craiului.

## Activitats
Una de les activitats més habituals a Piatra Craiului és el senderisme. El congost "Prăpăstiile Zărneștilor" és un dels llocs més visitats del massís. També a causa de les seves parets altes i escarpades, també és molt adequat per a l'escalada de muntanya. A principis d’octubre es fa una competició de trail-running al parc nacional de Piatra Craiului; la marató Piatra Craiului és alhora bella i dura, amb una longitud de 42 quilometres i un desnivell de 2.300 metres.

## A la cultura popular
- La pel·lícula Cold Mountain del 2003, protagonitzada per Nicole Kidman i Jude Law es va rodar a Prăpastiile Zărneștiului, un congost que és el punt de partida de la majoria de senders cap a Piatra Craiului.[6]